# عبد الولي الشميري
الدكتور عبد الولي الشميري من مواليد 4 أغسطس 1956 بمحافظة تعز هو شاعر وكاتب دبلوماسي يمني، استقال من منصبه «سفير اليمن لدى جمهورية مصر العربية» في 19 مارس 2011 بعد مجزرة جمعة الكرامة خلال ثورة الشباب اليمنية. يعمل رئيس منتدى المثقف العربي القاهرة ورئيس مؤسسة الإبداع للثقافة والآداب صنعاء.

## التعليم
حاصل على دكتوراه في الأدب العربي 1993م، وماجستير في الأدب المقارن 1990م، وليسانس لغة عربية 1983م، دبلوم الإدارة المحلية 1985م، دبلوم عالي في العلوم العسكرية 1984م.

## أعمال
- موسوعة أعلام اليمن.
- كتاب 1000 ساعة حرب
- (درر النحور) ثلاثة أجزاء دراسة وتحقيق ديوان ابن هتيمل شعر وسيط ط1 1995م
- (أوتـار)، ديوان شعـر فصيح 55 طبعات.
- (وحشتنا) ديوان شعر حميني، وزجل صوتي.
- (قيثار) شعر فصيح، وحميني.
- (حنين) – ديوان يجمع شعـرالحنين في الشعرالعربي صدر طبعتين.
- (العطر) ديوان شعر فصيح ومناجاة.
- (خواطر وذكريات) جزئين طبعة 1
- (أعلام) الاغتراب اليمني، تراجم شخصيات يمنية مهاجرة ط مرتين.•
- (من أوراق الأحرار) مقالات في: السياسة والثقافة ط1.
- (الحب في الأدب العـربي) دراسـات نقدية.
- (ثقافة المقاتل) دروس، في العقيدة والوعي.
- (الحرب) في الأدب العربي دراسات نقدية لنصوص شعرية
- (دستور الحياة) مقالات تربوية في الإيمان وبالعمل.
- (ألف ساعة حرب) جزئين 5 طبعات. من تاريخ اليمن السياسي والعسكري.
- (الاستراتيجية العسكرية لعاصفة الصحراء) تأريخ في حرب العراق.
- شروخ في جدار الوطن. مقالات في السياسية[3]

## وصلات خارجية
- صفحة الشميري الرسمية  على فيسبوك.
- الموقع الرسمي للشميرى